# Sint-Martinuskerk (Weert)
De Sint-Martinuskerk is de hoofdkerk of dekenale stadskerk van Weert. De kerk is in gebruik voor de rooms-katholieke eredienst en is gewijd aan Sint-Martinus. De Sint-Martinuskerk in Weert is, net als de Grote of Michaëlskerk in Zwolle, een zogenaamde hallenkerk. Het zijn de enige twee nog bestaande voorbeelden van dit bouwtype in laatgotische stijl in Nederland. Het gebouw behoort tot de Top 100 van de Rijksdienst voor de Monumentenzorg met name vanwege de uitzonderlijke kwaliteit van de gedetailleerde en kleurrijke gewelfschilderingen; een van de grootste aaneengesloten laatgotische gewelfschilderingen in Nederland.

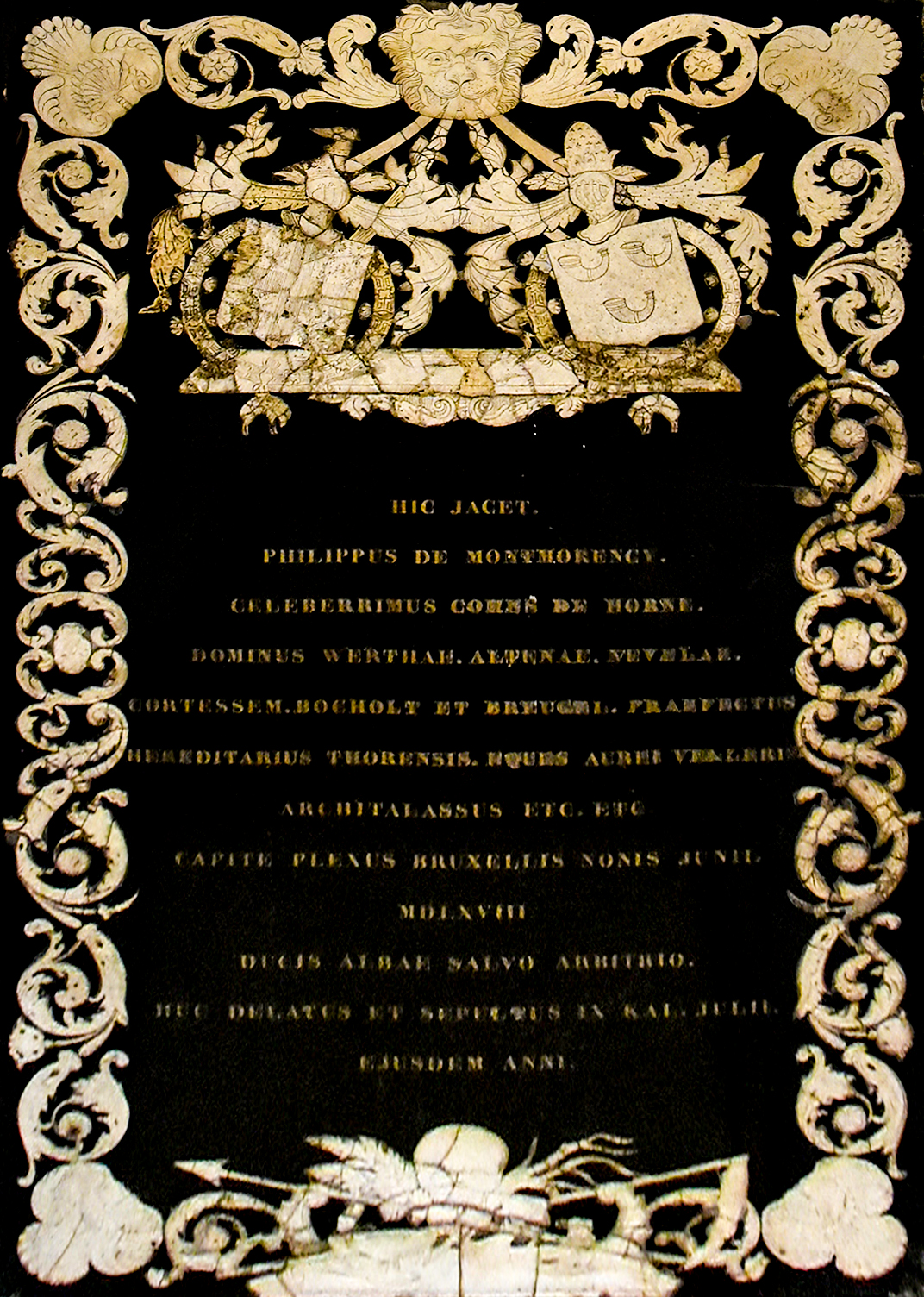
Grafsteen van Filips van Montmorency in het koor

## Bouwgeschiedenis
Al meldt een bron al in 1056 een kerk in Weert, de eerste bouwfase van het huidige gebouw wordt pas voltooid in 1456. Dan verrijst namelijk het nog bestaande koor in gotische stijl. Na de bouw van dit koor blijft de oude kerk in gebruik. Of de oude kerk in verbinding stond met het nieuwe deel is niet bekend. Het oude schip verdwijnt rond 1500 om plaats te maken voor het huidige driebeukige schip dat de vorm kreeg van een gotische hallenkerk. Deze wordt in 1512 opnieuw in gebruik genomen. Waarschijnlijk is na die wijding het gebouw nog afgewerkt. Met de bouw van de toren in Kempense gotiek wordt gestart in 1528. Eind zestiende eeuw komt de bouw tot stilstand. Het is niet vast te stellen of gebrek aan geld de middeleeuwse bouwmeesters er toe brengt om bij het bereiken van een bepaalde hoogte de bouw te staken. Er mag vanuit worden gegaan dat ook zij rekening houden met de omgeving en de proporties van het kerkgebouw waarvan de toren slechts een onderdeel vormt. Evenzeer als later geldt ook in de middeleeuwen dat een toren vooral een interessante en fraaie silhouetwerking dient te geven aan het stadsbeeld waarbij de hoogte nauwelijks een rol speelt.
In 1568 wordt Filips van Montmorency, de Graaf van Horne, er begraven nadat hij op last van de Spaanse landvoogd Alva samen met zijn trouwe vriend graaf Lamoraal van Egmont in Brussel is onthoofd. Er werd van uitgegaan dat Filips van Montmorency begraven ligt in het priesterkoor van de Sint-Martinuskerk in Weert. Daar bevindt zich althans de tinnen bus met zijn hart , hoewel onderzoek uitwijst dat het lichaam zelf misschien begraven ligt in de Paterskerk aan de Biest (Kasteel Nijenborgh) of in de kapel van Kasteel Nijenborgh dat werd verwoest in 1702 tijdens de Spaanse Successieoorlog bij het beleg van Weert.  
Daarna is het ruim 300 jaar relatief stil rondom Weert en de Sint-Martinuskerk. In 1662 schenkt Jan van der Croon nog een barok hekwerk voor het 15e-eeuwse doopvont in de kerk. In 1790 wordt het barokke hoogaltaar van Kerrics verplaatst naar het koor van de noordelijke beuk en vervangen door een Neoklassiek hoogaltaar van de gebroeders Moretti en Spinelli.
In 1887 besluit toenmalig deken Johannes Godefridus Custers de toren te 'voltooien'. Hij wordt daartoe aangezet door Mgr. Rutten, deken van de stad Maastricht. De Grondwetsherziening van Thorbecke, die bepaalt dat alle godsdiensten voor de staat gelijk zijn, laat het katholieke zelfvertrouwen herleven. In heel Nederland verrijzen neogotische katholieke kerken of worden nog bestaande kerken verfraaid. Ook de verhoging en voltooiing van de Sint-Martinustoren in Weert mag in dat licht bezien worden. Het in die dagen gunstiger wordende economische tij voor de stad Weert speelt ongetwijfeld een rol. Het laat negentiende-eeuwse ontwerp voor de verhoging van de toren is van de hand van architect Johannes Kayser uit Venlo, een leerling van de bekende architect Pierre. J. Cuypers. Hij verwerft bekendheid door zijn ontwerp voor bijvoorbeeld Redemptoristenklooster te Wittem, de Basiliek van Onze-Lieve-Vrouw van het Heilig Hart te Sittard en de Allerheiligste Verlosserkerk te Rotterdam. Net als Cuypers herinterpreteert Kayser in zijn ontwerpen vrijelijk de middeleeuwen. In Weert laat hij de dan ruim 300 jaar oude stompe torenspits van de toren verwijderen en aan het bestaande middeleeuwse metselwerk van bijna 30 meter hoogte nog eens 20 meter toegevoegen. Ook het traptorentje aan de zuidzijde van de toren krijgt daarbij zijn huidige vorm. Tussen 4 hoekpinakels van elk 9 meter hoog, onderling verbonden door een balustrade met spitsboogjes, verrijst een zéér langgerekte, eikenhouten, met leien gedekte en opengewerkte spits van 40 meter. Het geheel wordt bekroond door een hoog smeedijzeren kruis (17,80 meter) met vergulde elementen en een windhaan. Bij afronding van de werkzaamheden meet de toren 104,80 meter, al valt op de esthetische kwaliteit (zo vinden sommigen) het nodige aan te merken. Desondanks is hij op dat moment de op 2 na hoogste toren van Nederland, na de Domtoren in Utrecht (112,32 meter) en de toren van de Nieuwe Kerk in Delft (108,75 meter).
De negentiende-eeuwse verhoging van de Martinustoren houdt de daaropvolgende decennia maar ten dele stand. Al in 1906 wordt op last van de toenmalig Rijksbouwmeester Pierre J. Cuypers het kruis met 7 meter ingekort en ontdaan van vrijwel alle ornamenten omdat het gevaarte bijna 60 cm uit het lood staat. Deze noodzakelijke ingreep kan niet voorkomen dat tijdens een najaarsstorm in 1940 de hoge spits naar beneden stort. Hij neemt in zijn val een van de vier hoekpinakels mee, vernielt een aantal gewelven van de kerk en vaagt het aan de Oude Markt gelegen hotel de Vesper compleet weg. De toren staat er vervolgens bijna twee decennia 'onthoofd' bij. In 1951 schrijft het kerkbestuur een prijsvraag uit voor een nieuw ontwerp voor de torenbekroning. Winnaar is Theo Verlaan uit Berkum wiens verkozen inzending pas wordt uitgevoerd in 1960 wegens subsidieperikelen. Zijn ontwerp voorziet zowel in een bekroning maar ook in een restauratie van de bestaande onderbouw. Zo worden de door Kayser vervaardigde spitsbogige galmgaten dichtgezet met nieuwe, gelaagde muurvlakken en maken de hoekpinakels plaats voor kleinere contreforts. Uit hun midden rijst een lantaarn op, een grote beiaard waarvan de plattegrond min of meer bestaat uit een vierkant met afgevlakte hoeken. Deze lantaarn wordt letterlijk bekroond door een kroon met een verguld kruis. Het ontwerp vertoont in zijn vormgeving een duidelijke gelijkenis met dat van de Eusebiuskerk te Arnhem uit 1964; niet geheel toevallig, want die torenverhoging is ontworpen door dezelfde architect. De bekroning van de Sint-Martinustoren draagt in verhouding een meer uitgesproken jaren 50 signatuur mede doordat er minder gotische detailelementen zijn gebruikt dan bij zijn Arnhemse navolger. Toch was er in het aanvankelijke ontwerp van Verlaan wel degelijk sprake van gotische detailelementen, getuige de bij de prijsvraag ingediende tekeningen van het winnende ontwerp, maar het juryrapport van destijds achtte een zekere versobering en vereenvoudiging wenselijk.
Net als in Arnhem heeft Verlaan ook in Weert onder andere gebruikgemaakt van tufsteen. Dit poreuze bouwmateriaal is in de loop der jaren op meerdere plekken los gaan laten en daarom in 2005 waar nodig vervangen door witte Chinees hardsteen. Met name in de tracering van de galmgaten van het carillon is dit goed te zien.

## Galerij

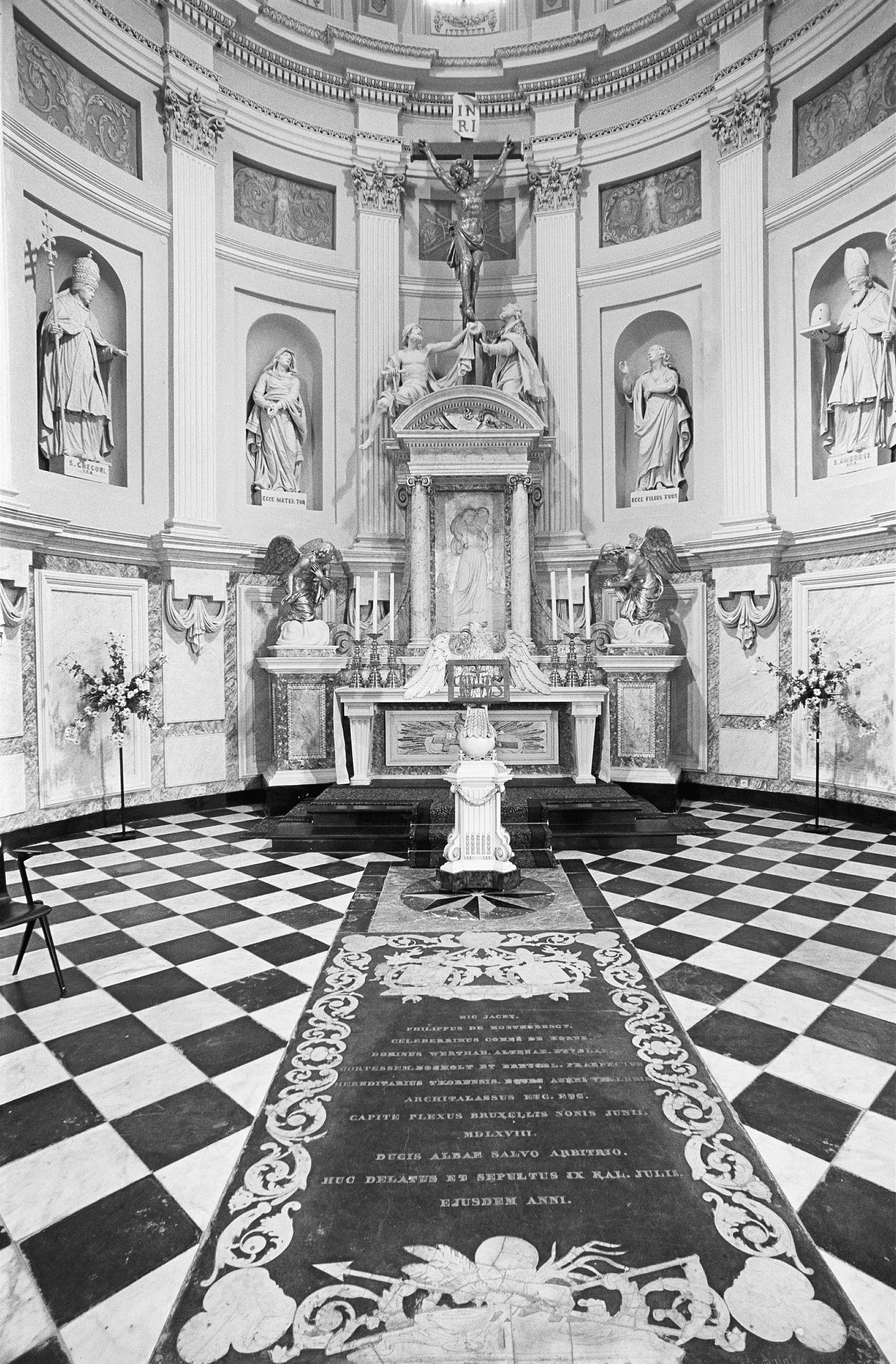
Hoofdaltaar met grafsteen van Filips van Montmorency
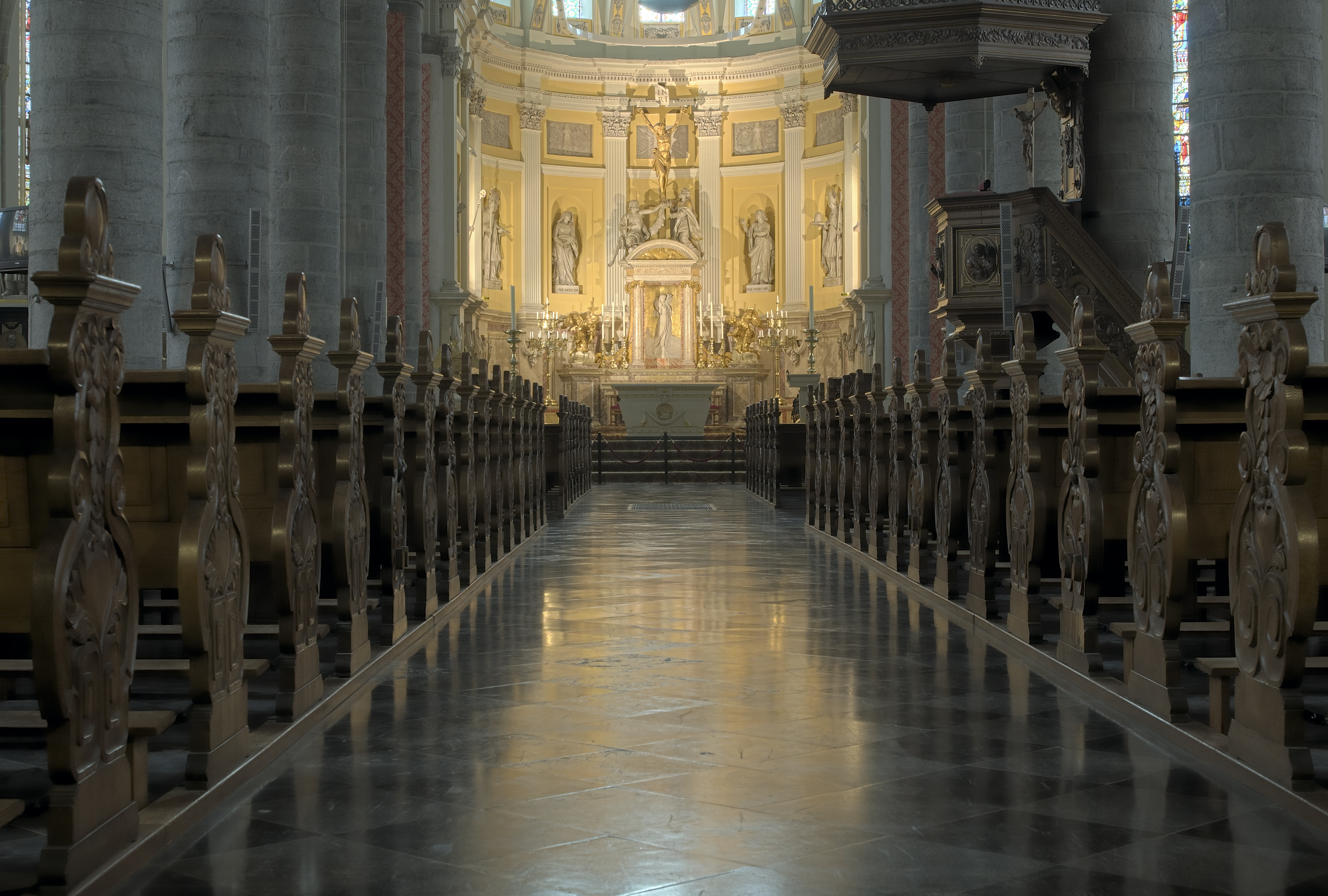
Middenbeuk met zicht op hoofdaltaar
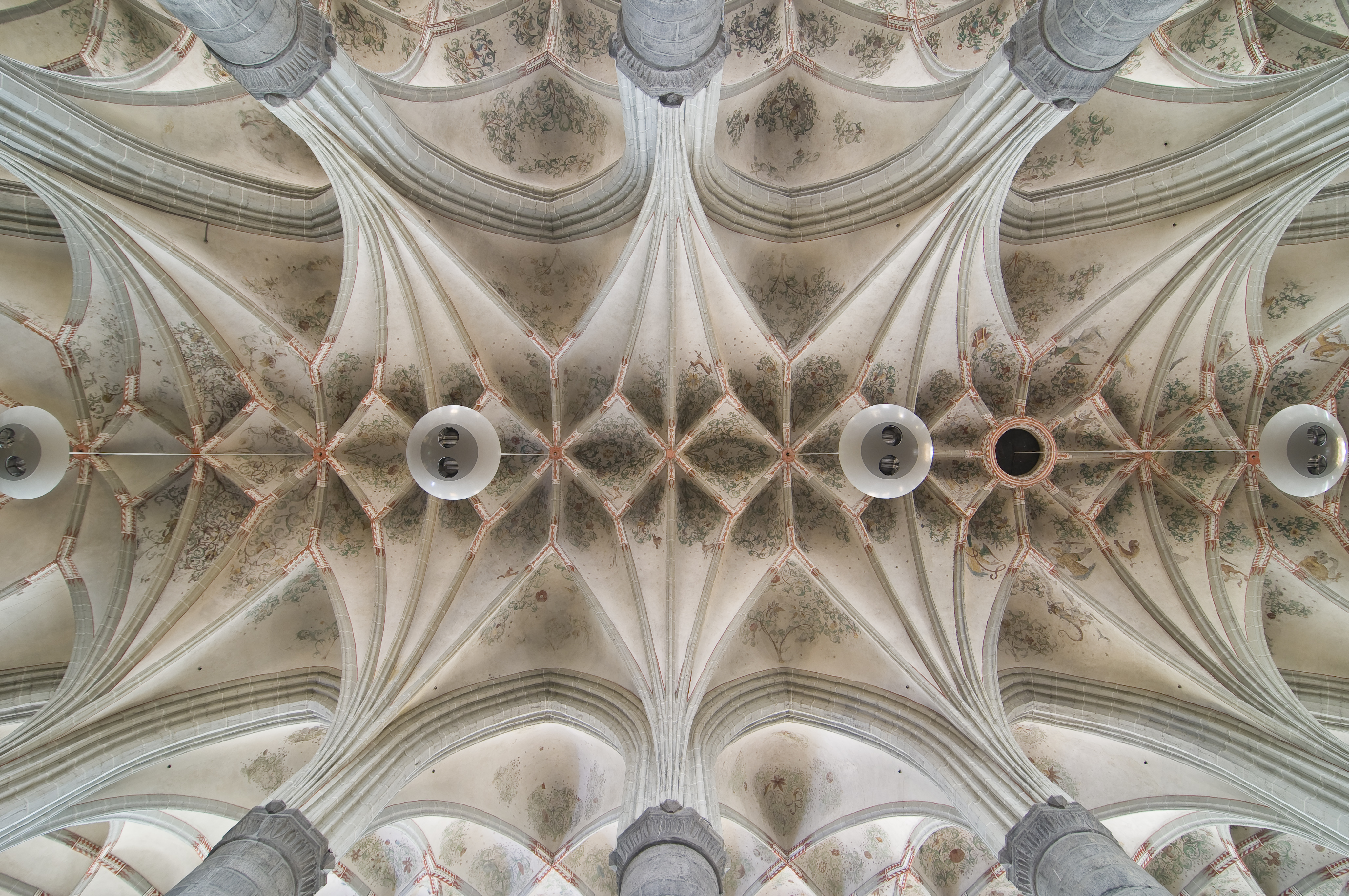
Gewelven
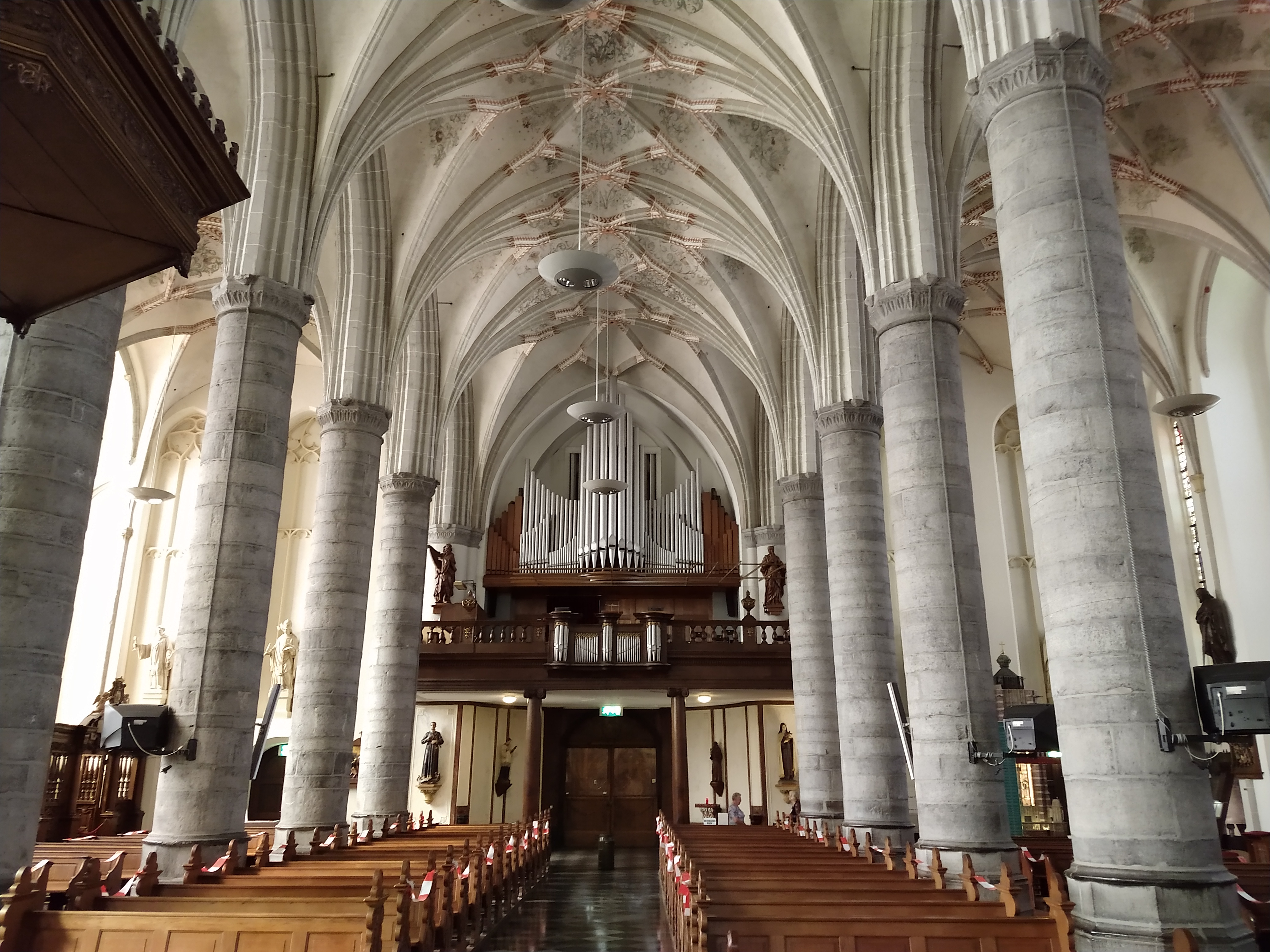
Het hoofdorgel boven de ingang van het schip
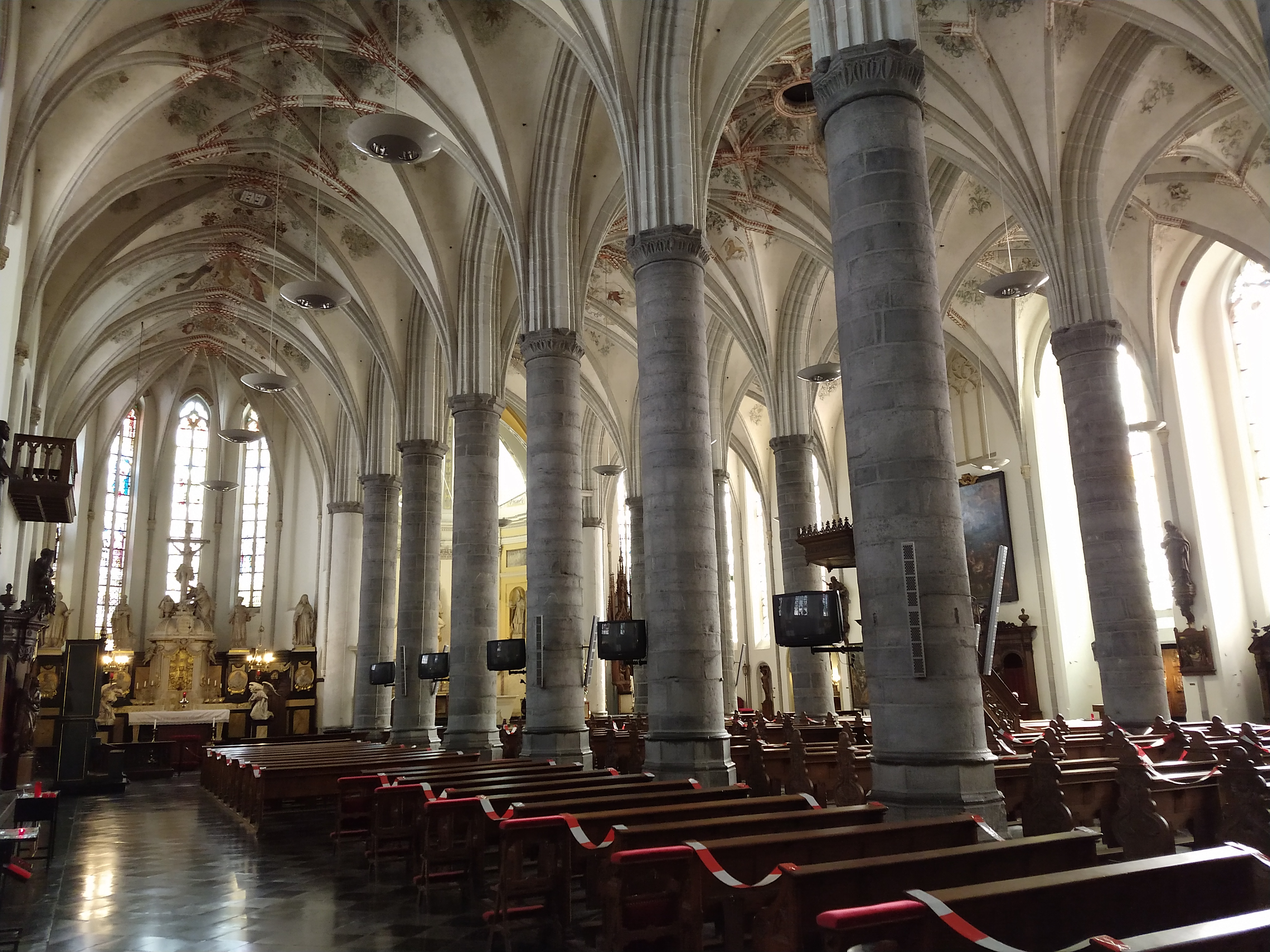
De linker zijbeuk